# 蒙古民用航空
蒙古民用航空是一家位於蒙古国的航空公司，成立於1954年，經營蒙古的國際航線為主，基地位於烏蘭巴托的成吉思汗國際機場。

## 歷史

### 1992年前
MIAT蒙古航空在1956年採用An-2營運烏蘭巴托至伊爾庫茨克的航線，並使用DC-3營運往北京及莫斯科的航線。
及後，MIAT在1960-70年代引進An-24、An-26及運-12，70年代末引進Tu-154。

### 1992年後
至1992年，MIAT引入大韓航空的波音727，後來更引入較先進的波音737及A310來更新機隊。
2014年，蒙古民航曾計劃在港交所上市，但未獲批准。

## 目的地

### 代码共享
蒙古民用航空与以下航空公司实行代码共享：
- 俄罗斯航空[1]
- 国泰航空[2]
- 日本航空[3]
- 大韩航空[4]

## 機隊

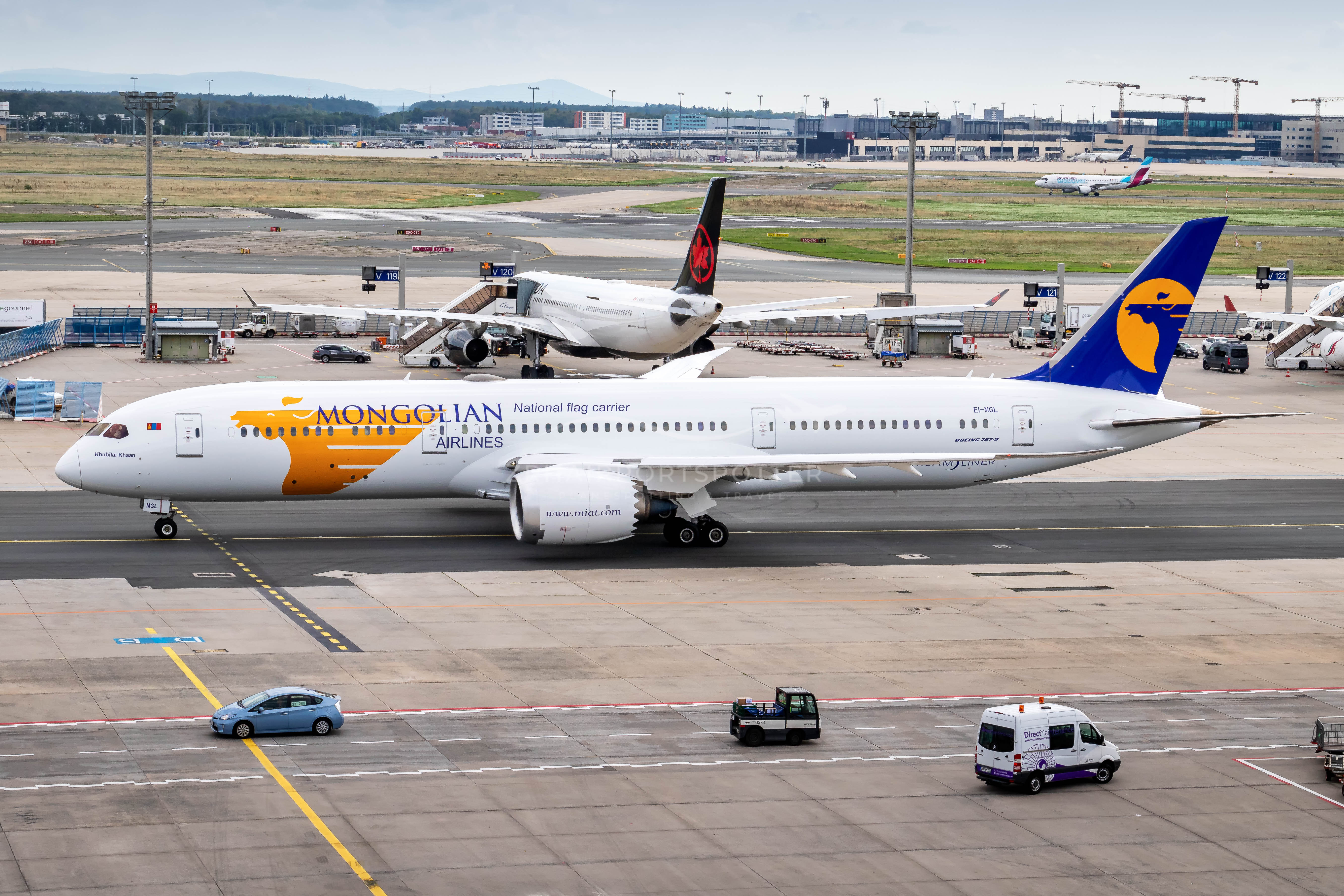
MIAT波音787-9在法蘭克福國際機場

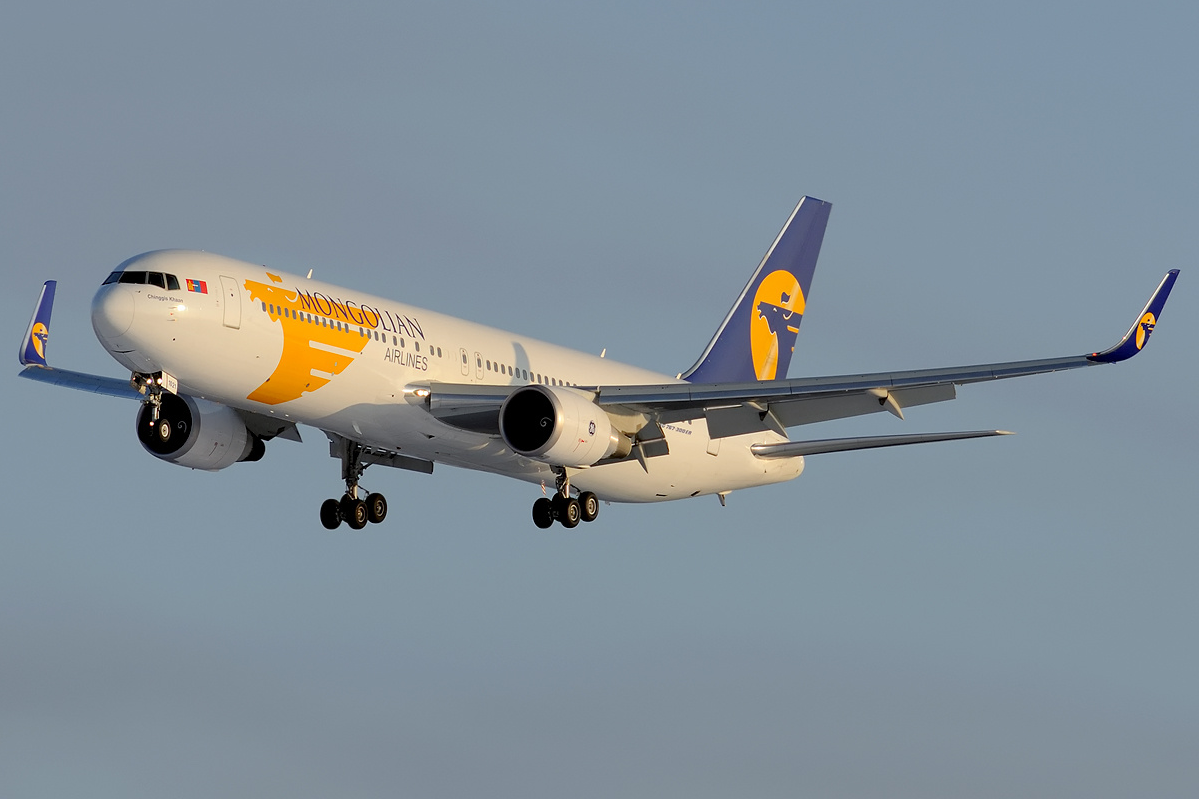
波音767-300ER在謝列梅捷沃国际机场

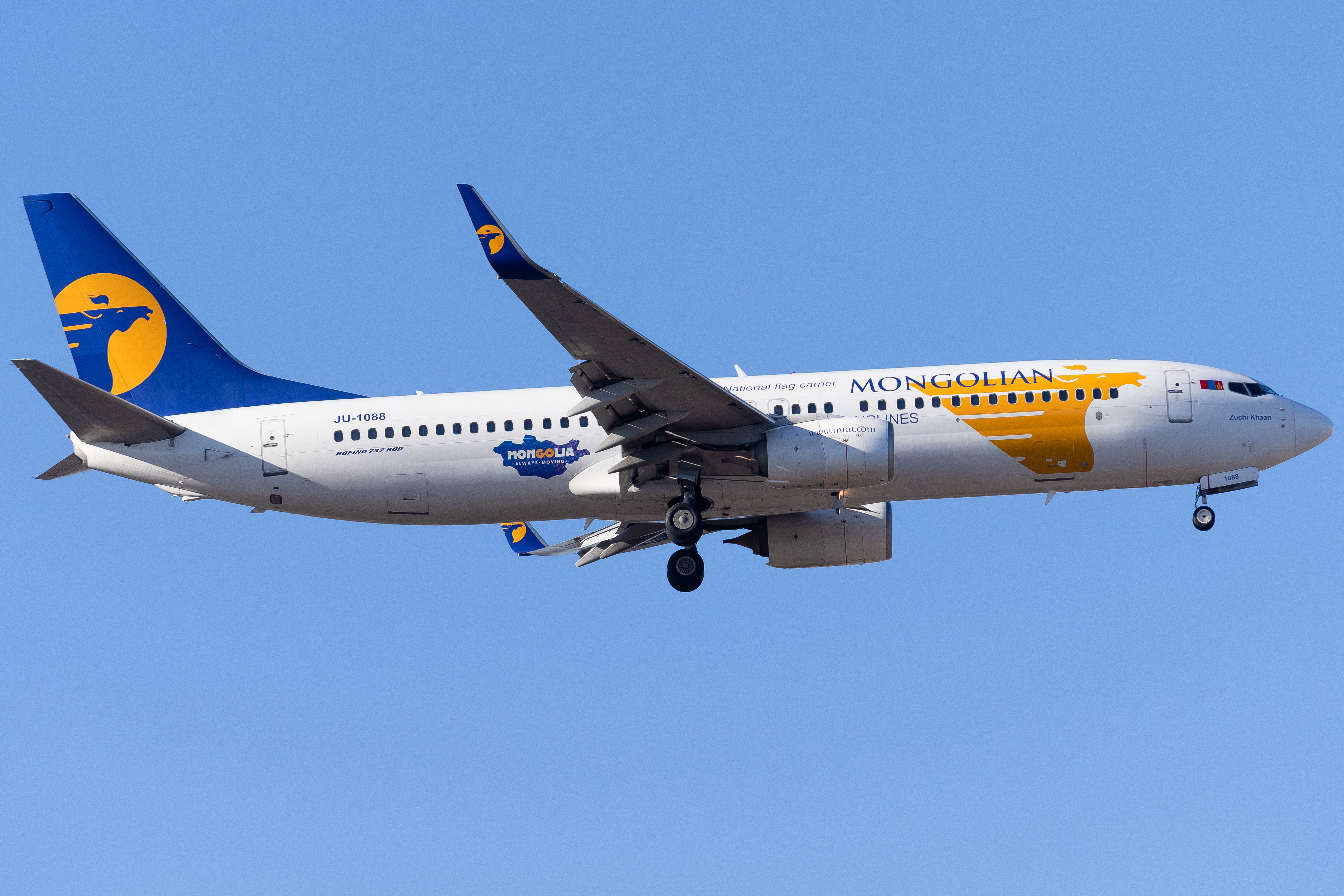
波音737-800在北京首都國際機場

截至2025年6月，MIAT蒙古航空有以下機隊：（页面存档备份，存于）

### 歷史機隊

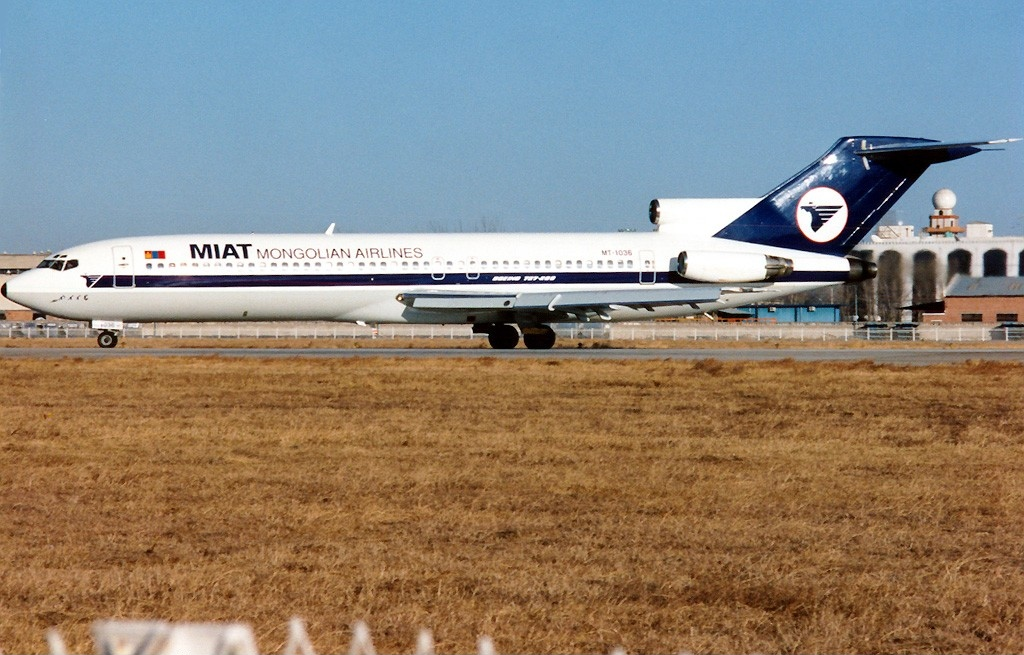
蒙古民用航空波音727在北京首都国际机场

MIAT蒙古航空曾經有以下飛機：
- 波利卡爾波夫Po-2
- 雅科夫列夫 Yak-12
- 安東諾夫An-2
- 安東諾夫An-24
- 安東諾夫An-26
- 安東諾夫An-30
- 運-12
- 伊爾-14
- 圖波列夫Tu-154
- Mi-4
- Mi-8
- 卡莫夫Ka-26
- 波音 727-200
- 波音 767-300
- 空中客车A310

## 外部連結
- MIAT蒙古航空